# Riccardo Ciuccarelli
Riccardo Ciuccarelli, né le 22 janvier 2000 à Fermo (Marches), est un coureur cycliste italien..

## Biographie
Riccardo Ciuccarelli commence le cyclisme à sept ans au sein de l'US Rapagnanese.
En 2021, il s'impose sur une étape du Tour d'Italie espoirs, sa première grande victoire,. Il remporte également le Grand Prix de Poggiana.

## Palmarès et résultats

### Palmarès par année
- 2021
  - 8e étape du Tour d'Italie espoirs
  - Grand Prix de Poggiana
- 2023
  - 2e du Trofeo Gavardo Tecmor

### Classements mondiaux
| Année                                 | 2021  | 2022  | 2023  |
| ------------------------------------- | ----- | ----- | ----- |
| Classement mondial                    | 1075e | 1970e | 3049e |
| UCI Europe Tour                       | 797e  | 1262e | nc    |
|                                       |       |       |       |
| Légende : nc = non classéSource : UCI |       |       |       |